# Курентование
Карнавалът „Курентование“ (на словенски: Kurentovanje) е най-популярното и етнологично значимо карнавално събитие в Словения. Организирано е за първи път през 1960 г. от Драго Хасл и неговите сътрудници от културни и образователни организации. Този 11-дневен ритуал за пролетта и плодородието се празнува в Птуй, най-стария град в региона, и привлича общо около 100 000 участници всяка година. През 2016 г. е обявен от Lonely Planet за седмия по големина карнавал в света.
Основната му фигура, известна като Курент или Корент, е интерпретирана неправилно като екстравагантен бог на неограниченото удоволствие и хедонизъм в ранните славянски обичаи. На съвременния празник групи куренти или коренти носят традиционни дрехи от овча кожа, държейки дървени тояги с прикрепени кожи на таралеж, наречени ježevke, за чийто шум се смята, че „прогонва зимата“. Така курентите известяват края на зимата и началото на пролетта. Първоначално да бъдеш курент е било привилегия само на неженените мъже, но днес участват и женени мъже, жени и деца.
Като домакин на фестивала, град Птуй е приет във Федерацията на европейските карнавални градове през 1991 г.
През 2017 г. обикалянето на курентите от врата до врата е вписано в списъка на ЮНЕСКО за нематериално културно наследство на човечеството.

## Карнавални паради
Между 1962 и 1991 г. програмата е разделена на две части: преди обяд има парад на народни носии само на градския стадион, а карнавалът се провежда по улиците на града следобед. Със събиране на над 50 000 души всяка година на неделния празник, това е най-голямото словенско еднодневно публично събитие след ски полетите в Планица.
От 1999 г. се избира се „принц на карнавала“ - почетна титла, която се дава на лице, оставило следа в социалния и културния живот  и допринесло за запазването карнавалната традиция. При откриването на карнавала принцът получава ключа на града от кмета на Птуй от името на всички карнавални герои, заедно с властта да управлява през карнавалния сезон. Той е протоколен майстор на всички основни карнавални събития и посланик на Kurentovanje, град Птуй и карнавални събития в страната и в чужбина по време на карнавалния сезон.

## Галерия
- Първи фестивал (1960). На главния площад
- На пазарния площад (1960)
- В главния парк (1960)
- Втори фестивал (1961)